# 黃繡
黃繡（1462年—？），字文卿，旗手衛力士籍，江西清江縣人，明朝政治人物。

## 生平
順天府鄉試第一百十七名舉人。弘治三年（1490年）中式庚戌科會試第一百五十五名，二甲第十六名進士。歷官刑部员外郎，十五年二月升山东按察司佥事，督修孔庙。

## 家族
曾祖黃季衡；祖父黃東毅；父黃能，母楊氏。具庆下。兄黄缙。